# チアゴ・マルチンス・ブエーノ
- チアゴ・マルチンス・ブエノ
- チアゴ・マルチンス・ブエーノ

チアゴ・マルチンス・ブエーノ（葡: Thiago Martins Bueno、1995年3月17日 - ）は、ブラジル・ミナスジェライス州サン・ジョアン・エヴァンジェリスタ出身のプロサッカー選手。メジャーリーグサッカー・ニューヨーク・シティFC所属。ポジションはディフェンダー。

## 来歴

### パルメイラス-パイサンドゥ-パルメイラス-バイーア（2013年-2017年）
2013年10月1日、将来のSEパルメイラスを背負う選手として大きな期待を背負いモジミリンECのU-20から加入 した。2013年11月30日、ブラジル全国選手権2部のシャペコエンセ戦でプロデビューを果たすもチームは0-1で敗戦した。これを受け、チームの判断でU-20所属となった。
2014年のコパ・サンパウロ・ジ・フチボウ・ジュニオールではキャプテンとしてU-20のチームを率いたが、膝の怪我でチームを離れることを余儀なくされた。
2015年にパイサンドゥSCへの期限付き移籍を経て2016年にSEパルメイラスに復帰すると公式戦31試合に出場し、ブラジル全国選手権1部の優勝メンバーの一人となった。
2017年シーズンはレギュラーとしてシーズンインする も2017年3月に練習試合で左膝の前十字靭帯を負傷し、手術とリハビリで6ヶ月の離脱を強いられた。2017年9月に回復すると、同年末までの期限付き移籍でECバイーアに加入した。

### パルメイラス復帰（2018年）
2018年1月、SEパルメイラスに復帰した。守備の大黒柱であったエドゥ・ドラセナが怪我でシーズン開始に間に合わない中、監督のホージェル・マシャドの信頼を勝ち取り、サンパウロ州選手権では全18試合中17試合に出場し、決勝でコリンチャンス相手にPKで敗れたもののチームの準優勝に貢献した。またコパ・リベルタドーレスでもグループリーグ６試合の内４試合に出場し、首位通過に貢献した。
しかし4月後半に復帰したエドゥ・ドラセナにポジションを奪われると出場機会を減らし、ブラジル全国選手権1部では8月6日の17節終了時点で7試合の出場に留まっていた。7月26日にホージェル・マシャドは解任された が、後任のルイス・フェリペ・スコラーリからは「試合で起用する予定がない」旨を伝えられていた。

### 横浜F・マリノス（2018年-2021年）
2018年8月14日、1年半の期限付き移籍での横浜F・マリノス加入が発表された。移籍発表時のコメントでは「ビルドアップや1対1のデュエルの部分が自分の特長」と自身のプレースタイルを紹介すると共に、「F・マリノスに加入することが出来てとても幸せです。チームの目標達成のために全力を尽くしたいと思います」と述べた。
2018年8月20日、J1第23節の鹿島アントラーズ戦で初出場を果たし、後半35分までプレーするも試合には敗れた。試合後のコメントでは「F・マリノスに来て初めての試合なので、もっとコミュニケーションに苦労するかなと思いましたけど、周りがよく声をかけてくれました。この場を借りて、仲間に感謝の気持ちを伝えたいです。日本でプレーしながら日本のサッカーを学ぶことで、自分自身、選手として成長したいと思います」と述べた。
2019年シーズン、畠中槙之輔と共にセンターバックのコンビとしてスターティングメンバーに定着、J1優勝に貢献し、ベストイレブンに選出された。これらの活躍が評価され、マリノスに完全移籍することとなった。
2020年シーズン、第32節のサンフレッチェ広島戦では相手FKをクリアしようとしてオウンゴールになったが、試合終了間際にPKを蹴って、J1初ゴール（移籍後初ゴール）を決めた。

### ニューヨーク・シティFC（2022年-）
2021年12月28日に、横浜FMとの2022年度の契約を更新したが、2022年2月7日、アメリカのニューヨーク・シティFCへ完全移籍することが発表された。4年契約を結んだ。

## 個人成績
| 国内大会個人成績 | 国内大会個人成績     | 国内大会個人成績 | 国内大会個人成績   | 国内大会個人成績 | 国内大会個人成績 | 国内大会個人成績 | 国内大会個人成績 | 国内大会個人成績 | 国内大会個人成績 | 国内大会個人成績 | 国内大会個人成績 |
| 年度             | クラブ               | 背番号           | リーグ             | リーグ戦         | リーグ戦         | リーグ杯         | リーグ杯         | オープン杯       | オープン杯       | 期間通算         | 期間通算         |
| 年度             | クラブ               | 背番号           | リーグ             | 出場             | 得点             | 出場             | 得点             | 出場             | 得点             | 出場             | 得点             |
| ブラジル         | ブラジル             | ブラジル         | ブラジル           | リーグ戦         | リーグ戦         | ブラジル杯       | ブラジル杯       | オープン杯       | オープン杯       | 期間通算         | 期間通算         |
| ---------------- | -------------------- | ---------------- | ------------------ | ---------------- | ---------------- | ---------------- | ---------------- | ---------------- | ---------------- | ---------------- | ---------------- |
| 2013             | パルメイラス         |                  | セリエB            | 1                | 0                | 0                | 0                | -                | -                | 1                | 0                |
| 2014             | パルメイラス         |                  | セリエA            | 0                | 0                | 0                | 0                | -                | -                | 0                | 0                |
| 2015             | パイサンドゥ         |                  | セリエB            | 29               | 2                | 6                | 0                | -                | -                | 35               | 2                |
| 2016             | パルメイラス         | 31               | セリエA            | 17               | 2                | 2                | 1                | -                | -                | 19               | 3                |
| 2016             | パルメイラス         | 31               | サンパウロ州選手権 | 8                | 1                | -                | -                | -                | -                | 8                | 1                |
| 2017             | パルメイラス         | 31               | セリエA            | 0                | 0                | 0                | 0                | -                | -                | 0                | 0                |
| 2017             | パルメイラス         | 31               | サンパウロ州選手権 | 0                | 0                | -                | -                | -                | -                | 0                | 0                |
| 2017             | バイーア             |                  | セリエA            | 11               | 0                | -                | -                | -                | -                | 11               | 0                |
| 2018             | パルメイラス         | 23               | セリエA            | 7                | 0                | 0                | 0                | -                | -                | 7                | 0                |
| 2018             | パルメイラス         | 23               | サンパウロ州選手権 | 17               | 0                | -                | -                | -                | -                | 17               | 0                |
| 日本             | 日本                 | 日本             | 日本               | リーグ戦         | リーグ戦         | リーグ杯         | リーグ杯         | 天皇杯           | 天皇杯           | 期間通算         | 期間通算         |
| 2018             | 横浜FM               | 13               | J1                 | 13               | 0                | 4                | 0                | 1                | 0                | 18               | 0                |
| 2019             | 横浜FM               | 13               | J1                 | 33               | 0                | 1                | 0                | 0                | 0                | 34               | 0                |
| 2020             | 横浜FM               | 13               | J1                 | 21               | 1                | 2                | 0                | -                | -                | 23               | 1                |
| 2021             | 横浜FM               | 13               | J1                 | 32               | 0                | 4                | 0                | 1                | 0                | 37               | 0                |
| アメリカ         | アメリカ             | アメリカ         | アメリカ           | リーグ戦         | リーグ戦         | リーグ杯         | リーグ杯         | USオープン杯     | USオープン杯     | 期間通算         | 期間通算         |
| 2022             | ニューヨーク・シティ | 5                | MLS                | 29               | 0                | -                | -                | 1                | 0                | 30               | 0                |
| 2023             | ニューヨーク・シティ | 13               | MLS                | 26               | 0                | -                | -                | 1                | 0                | 27               | 0                |
| 2024             | ニューヨーク・シティ | 13               | MLS                | 35               | 1                | -                | -                | 0                | 0                | 35               | 1                |
| 通算             | ブラジル             | ブラジル         | セリエA            | 35               | 2                | 2                | 1                | -                | -                | 37               | 3                |
| 通算             | ブラジル             | ブラジル         | セリエB            | 30               | 2                | 6                | 0                | -                | -                | 36               | 2                |
| 通算             | ブラジル             | ブラジル         | サンパウロ州選手権 | 25               | 1                | -                | -                | -                | -                | 25               | 1                |
| 通算             | 日本                 | 日本             | J1                 | 99               | 1                | 11               | 0                | 2                | 0                | 112              | 1                |
| 通算             | アメリカ             | アメリカ         | MLS                | 90               | 1                | -                | -                | 2                | 0                | 92               | 1                |
| 総通算           | 総通算               | 総通算           | 総通算             | 279              | 7                | 19               | 1                | 4                | 0                | 302              | 8                |

その他の公式戦
- 2020年
  - FUJI XEROX SUPER CUP 1試合0得点

| 国際大会個人成績 | 国際大会個人成績     | 国際大会個人成績 | 国際大会個人成績   | 国際大会個人成績   |
| 年度             | クラブ               | 背番号           | 出場               | 得点               |
| CONMEBOL         | CONMEBOL             | CONMEBOL         | リベルタドーレス杯 | リベルタドーレス杯 |
| ---------------- | -------------------- | ---------------- | ------------------ | ------------------ |
| 2016             | パルメイラス         | 31               | 4                  | 0                  |
| 2018             | パルメイラス         | 31               | 4                  | 1                  |
| AFC              | AFC                  | AFC              | ACL                | ACL                |
| 2020             | 横浜FM               | 13               | 5                  | 0                  |
| CONCACAF         | CONCACAF             | CONCACAF         | CONCACAF CL        | CONCACAF CL        |
| 2022             | ニューヨーク・シティ | 5                | 5                  | 0                  |
| 通算             | CONMEBOL             | CONMEBOL         | 8                  | 1                  |
| 通算             | AFC                  | AFC              | 5                  | 0                  |
| 通算             | CONCACAF             | CONCACAF         | 5                  | 0                  |

その他の国際公式戦
- 2022年
  - カンペオーネス・カップ 1試合0得点
- 2023年
  - リーグスカップ 3試合0得点

個人成績は2023年12月31日時点の情報。

## タイトル

### クラブ
SEパルメイラス
- ブラジル全国選手権2部（2013年）
- ブラジル全国選手権1部（2016年）

横浜F・マリノス
- J1リーグ（2019年）

### 個人
- Jリーグ・ベストイレブン（2019年）
- Jリーグ・優秀選手賞（2019年、2021年）